# Replikant

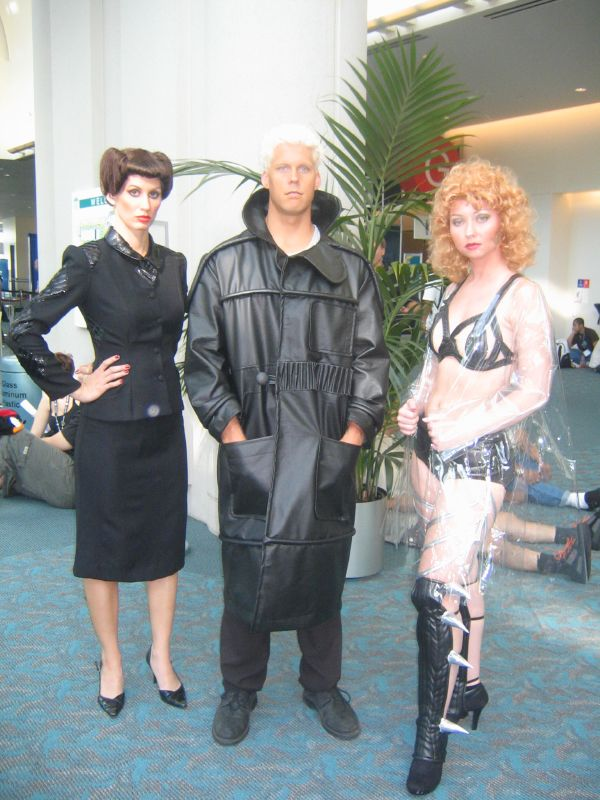
Cosplaye replikantů na Comic conu, rok 2007

Replikant je fiktivní bioinženýrovaný android (biosyntetická bytost) ve filmu Blade Runner z roku 1982, v jeho pokračování z roku 2017 Blade Runner 2049 a ve videohře z roku 1997 založené na filmu. Replikanti řady Nexus jsou prakticky shodní s dospělými lidmi, avšak v závislosti na modelu mají různou sílu, rychlost, mrštnost, odolnost a inteligenci. Z toho důvodu mohou být rozpoznáni pouze pomocí fiktivního Voight-Kampffova testu, ve kterém jsou vyvolávány emotivní odpovědi; neverbální reakce replikantů se liší od lidských. Replikanti řady Nexus-6 mají také bezpečnostní mechanismus ve čtyřleté životnosti, která jim zabraňuje v rozvoji empatických schopností (a tudíž získání imunity vůči testu). Replikanti jsou někdy hanlivě označováni jako „kůže“ (skin-job).

## Původ
Philip K. Dick ve svém románu Sní androidi o elektrických ovečkách? (inspirace pro Blade Runner) použil termín android (nebo „andy“), ale režisér Ridley Scott chtěl nový termín, se kterým by publikum nemělo spojené žádné předsudky. Když David Peoples přepracovával scénář, požádal o radu svou dcerou, která se zabývala mikrobiologií a biochemií. Navrhla termín „replikace“, biologický proces, při kterém buňka vytvoří vlastní kopii. Z toho buď Peoples nebo Scott – oba si později vzpomněli, že to byl ten druhý – přišel s „replikantem“ a ten byl vložen do scénáře Hamptona Fanchera.

## Tvarosloví
Některé varianty českého dabingu používají plurál replikové (femininum repliky, singulár replika), běžněji se však používá replikanti.

## VBlade Runneru
Před událostmi filmu se replikanti dostali na Zemi mimo zákon a to po krvavé mimozemské vzpouře skupiny replikantů řady „Nexus-6“. Dva týdny před výchozím bodem filmu šest replikantů řady Nexus-6 uniklo z mimozemské kolonie, zabilo 23 lidí a dopravilo se raketoplánem na Zemi. Samotný film se zaměřuje na pronásledování replikantů Rickem Deckardem, což je policejní důstojník kategorie lovci odměn zvané „blade runner“ (běžec poostří), který vyšetřuje, testuje a „posílá na odpočinek“ (zabíjí) replikanty nalezené na Zemi.
Replikanti řady Nexus-6 byli navrženi tak, aby kopírovali lidi ve všech směrech s výjimkou jejich emocí. Tyrell Corporation „v nich začala rozpoznávat podivnou posedlost“ a aby je mohla lépe ovládat, začala replikantům implantovat falešné vzpomínky. Tím jim poskytla roky zkušeností, které lidé považují za samozřejmost; tyto vzpomínky vytvořily „vycpávku nebo polštář pro jejich emoce“.
Na začátku filmu říká kapitán Bryant Deckardovi, že případný vývoj emočních reakcí ze strany jednotek Nexus-6 je důvodem, proč je Tyrell Corporation navrhla s čtyřletou životností. Později ve filmu Dr. Eldon Tyrell uvádí, že omezení délky života nelze obejít a jakýkoli pokus obejít toto omezení zabije replikanta už během procedury.
Deckard neměl na začátku filmu zkušenosti s replikanty řady Nexus-6. On a kapitán Bryant jsou zmatení tím, proč replikanti riskovali návrat na Zemi. Deckard si ani není jist, jak na nich bude účinný Voight-Kampffův test, protože se zdá, že se u nich vyvinuly lidské emoce.
Replikanti na útěku (vše model Nexus-6):
- Roy Batty (hraný Rutgerem Hauerem) je soběstačný bojový model pro program obrany kolonizace (Tělesně A, Duševně A, sériové číslo N6MAA10816).
- Pris Stratton (hraná Daryl Hannahovou) je označována jako „základní model rozkoše“ pro vojenský personál (Tělesný-A, Mentální-B, N6FAB21416).
- Zhora Salome (hraná Joannou Cassidy) byla „vycvičená pro mimozemské vraždící jednotky“ (Tělesně A, Duševně B, N6FAB61216).
- Leon Kowalski (hraný Brionem Jamesem) je bojový model nebo nakladač jaderných štěpných materiálů (Tělesně A, Duševně C, N6MAC41717).
- Nepojmenovaný replikant (pojmenovaný „Hodge“ v raných verzích scénáře) byl zabit v elektrickém poli u společnosti Tyrell Corporation.
- Šestý replikant, pojmenovaný „Mary“ v raných verzích scénáře. Jediná zmínka o tomto replikantovi se objevuje ve verzi „Poslední střih“ (The Final Cut) a v pracovních verzích filmu[zdroj?]. Kapitán Bryant na ni poukázal, když zmínil, že dva replikanti byli zabiti elektrickým polem. V americké verzi pro kina z roku 1982 zmiňuje pouze jednoho replikanta.

Ostatní replikanti:
- Rachael (hraná Sean Young) je prototyp replikanta s implantovanými vzpomínkami neteře Eldona Tyrella. Pozdější pokračování filmu dále rozvíjí tuto skutečnost, když odhalí, že je navržena jako zkušební replikant, který může otěhotnět (Tělesně A, Duševně A, sériové číslo N7FAA52318).

Podle Deckarda je možné normálního replikanta rozpoznat obvykle pomocí 20-30 otázek ve Voight-Kampffově testu. Rachael odpoví na více než stovku otázek, než Deckard určí, že je replikant. Voiceover v závěru verze filmu pro kina říká, že jako experimentální replikant nemá čtyřletou životnost, zatímco „režisérský sestřih“ (Director's Cut) se tím nezabývá. Scott řekl, že chtěl obsadit mladou herečku, aby zdůraznil naivitu a neprotřelost Rachael.
Druhý film dále rozvinul její původ a poskytl podstatně více detailů o jejím radikálním designu. Nejvýznamnějším odhalením bylo, že Rachael byla experimentální reprodukční model replikanta (který nakonec měl s Deckardem dceru) s vysokým podílem lidských orgánů ve srovnání s replikovanými částmi. Má lidskou vnitřní strukturu kostí, přírodní oči, vlasy, kůži a reprodukční orgány. To vysvětluje její zvláštní schopnost projít testem jako člověk. Film tak naznačuje, že replikovaný byl jen její mozek a možná ještě další důležité orgány. Jelikož zemřela při porodu v důsledku komplikací s císařským řezem, zůstává nejisté, zda by mohla žít déle než čtyři roky.
V knize Sní androidi o elektrických ovečkách? výrobce androidů, známý jako Rosen Corporation, netuší, jak vyrobit androidy schopné žít déle než čtyři roky. Super vojáci ve filmu Žoldák: Legie zkázy (Soldier) – „duchovním pokračovateli“ Blade Runnera – jsou také replikanty.

## Byl Deckard replikant?
Temná, paranoidní atmosféra Blade Runneru a jeho mnohonásobné verze jsou zdrojem spekulací a diskusí o této otázce. V knize Sní androidi o elektrických ovečkách?, je Rick Deckard v jednom okamžiku oklamán, aby následoval androida, kterého považuje za policistu, na falešnou policejní stanici. Deckard z ní pak unikne a než se vrátí na svou policejní stanici, „pošle nad odpočinek“ několik androidů. Deckard podstoupí Voight-Kampffův test, kterým projde a potvrdí, že je člověkem.
Harrison Ford, který ve filmu hrál Deckarda, řekl, že si nemyslí, že Deckard byl replikant. Také prohlásil, že s režisérem Ridleym Scottem několikrát diskutovali a došli k dohodě, že postava je člověkem. Podle několika rozhovorů se Scottem je Deckard replikantem. Deckard sbírá fotografie, které jsou vidět na jeho klavíru, ale nemá žádnou jasnou rodinu kromě zmínky o jeho bývalé manželce (která mu říkala "studený čumák"). Vedoucí editor filmu Terry Rawlings si pamatuje, že režisér Scott „úmyslně dal Harrisona do pozadí záběru a mírně mimo zaostření, takže jste si jeho svítících očí všimli, jen když jste jim věnovali pozornost ... Ridley mohl sám jednoznačně cítit, že Deckard byl replikant, ale přesto měl v úmyslu to do konce filmu ponechat na divákovi.“
V režisérském sestřihu policista Gaff (hraný Edwardem Jamesem Olmosem) nechává Deckardovi origami jednorožce den poté, co se Deckardovi o jednorožci zdálo. Těsně předtím, než Deckard najde jednorožce, mu Gaff o Rachael mimochodem říká: „Škoda, že nebude žít... Ale kdo vlastně žije?“ Jednoho jednorožce je možné také letmo zahlédnout ve scéně v domě J. F. Sebastiana, mezi poházenými hračkami napravo od spícího Sebastiana, zatímco Pris čmuchá kolem jeho vybavení. Konečně, jak je vysvětleno ve filmu, vzpomínky Rachael jsou známy svým tvůrcům, jako vzpomínka Rachael na vylíhnutí pavouků; takže Gaffův origami jednorožec zanechaný u Deckarda může naznačovat, že Gaff zná Deckardův implantovaný sen.
Autor Will Brooker napsal, že sen nemusí být jedinečný pro Deckarda a že sny s jednorožci mohou být „osobním dotykem“ přidaným k některým nebo všem „mozkům“ replikantů řady Nexus-6. Jelikož nejsme zasvěcení do snů ostatních replikantů, zůstane skutečnost skrytá. Z téhož by se ale také dalo odvodit, že Gaff je sám replikant a může sdílet stejnou vloženou vzpomínku.
Paul Sammon, autor knihy Budoucí Noir: Tvorba Blade Runneru (Future Noir: The Making of Blade Runner), v rozhovorech nadnesl, že Deckard může být replikantem řady Nexus-7, nové generace, která nemá nadlidskou sílu nebo inteligenci, ale má neurologické rysy, které dotvářejí iluzi lidskosti. Scott zmínil replikanty modelu Nexus-7 a 8 jako možnosti v pokračování filmu. Sammon také naznačuje, že replikanti řady Nexus-7 nemusí mít nastavenou životnost (tj. mohou být nesmrtelní).
Sammon napsal, že Scott považoval za mnohem provokativnější naznačovat, že Deckard byl replikant. Toto vrací zpět do tématu „co je to být člověkem?“ Důležité není, zda je Deckard replikantem, ale že nejednoznačnost rozostřuje hranici mezi lidmi a replikanty.
Když byl Scott v říjnu 2012 tázán na možnost pokračování Blade Runnera, řekl: „Není to fáma – to se děje. S Harrisonem Fordem? Ještě nevím. Je příliš starý? No, byl Nexus-6, takže nevíme, jak dlouho může žít. A to je všechno, co řeknu v této fázi.“
Pokračování Blade Runner 2049, které mělo premiéru v říjnu roku 2017, znovu zpracovalo otázku, zatímco odpověď byla záměrně nejednoznačná. Film odhaluje, že Deckard dokázal přirozeně počít dítě s Rachael, což bylo možné proto, že byla experimentálním prototypem (označeným jako "Nexus-7"), prvním a jediným pokusem o vytvoření modelu replikanta schopného samostatně zplodit potomka. Tyrell Corporation nakonec zkrachovala po několika vzpourách replikantů a byla vykoupena společností Wallace Corporation, která převzala výrobu replikantů, ale nedokázala zopakovat Tyrellův úspěch s Rachael. Niander Wallace, zlověstný generální ředitel společnosti, zadrží Deckarda a dumá o tom, jak se s ní setkal a zamiloval se: Wallace si myslí, že to zní příliš perfektně, a zvažuje, jestli byl Deckard „navržen“, aby se zamiloval do Rachael, jako část Tyrellova experimentu vyvinout replikanty schopné rozmnožování (v takovém případě je Deckard replikant) – ale Wallace také přiznává, že po smrti Tyrella a bez zničených záznamů nikdy nebude vědět, přičemž je stejně možné, že Tyrell nikdy neplánoval zamilování Rachael a Deckarda (v takovém případě je Deckard pravděpodobně člověk).

## Tělesné složení
Přestože novinářská sada filmu výslovně definuje replikanta jako „geneticky upravené stvoření složené výhradně z organické látky“, tělesné uspořádání samotných replikantů není jasné. V preambuli filmu je poznamenáno, že replikanti jsou údajně výsledkem „pokročilé evoluce robota“. Preambule rovněž uvádí, že replikanti byli stvořeni „genetickými inženýry“. Postavy zmiňují, že replikanti mají oči a mozky jako lidé, a je vidět jejich krvácení při zranění. Jediným způsobem, jak rozlišit replikanta od člověka, je položit řadu otázek a analyzovat emocionální reakce, což naznačuje, že replikanti mohou být zcela nebo téměř úplně organičtí. Film také ukazuje, že alespoň některé části těla replikantů jsou samostatně konstruovány a sestaveny, jak ukazuje Hannibal Chew, genetický inženýr, který konkrétně vyrobil oči replikantů. V odstraněné scéně bylo uvedeno, že J. F. Sebastian vytvořil ruce replikantů spolu s jeho vlastními robotickými hračkami.
Během procesu výroby replikanta jsou jejich tělesné a duševní schopnosti nezávisle ohodnoceny na stupnici A až C a stanoveny pro každého replikanta. Úroveň C představuje schopnosti nižší než člověk, úroveň B odpovídá normálnímu člověku a úroveň A je nad normálními lidskými schopnostmi. Poslední zmiňovaná úroveň vede k nadlidské fyzické kondici nebo inteligenci na úrovni génia.
Sní androidi o elektrických ovečkách? uvádí zmínky o biologických složkách androidů, ale také se zmíní o mechanických aspektech běžně nalezených v jiných materiálech, které se týkají robotů. Uvádí, že test kostní dřeň může prokázat, zda je od člověka nebo replikanta.
V květnu 2012 Scott potvrdil, že replikanti jsou biologické povahy, a porovnal je s androidy v sérii Vetřelec:
Roy Batty byl vyvinut... Nebyl to stroj. Kdybych ho otevřel, nebyl tam kov, byl vypěstován... a pak do dvaceti let dostanete první zákon, který neprošel v Senátu, kde žádali o replikaci zvířat, ovcí, koz, dobytku a zvířat a oni ho zamítli, ale pokud to dokážete, pak můžete dělat lidské bytosti. Pokud se do toho ponoříte hlouběji a řeknete: „Jo, ale pokud chceš pěstovat lidskou bytost, začne tak velký a musím ho vidět skrze všechno?“

Nechci odpovědět na tu otázku, protože samozřejmě to dělá... Ash ve Vetřelci nemá nic společného s Royem Battym, protože Roy Batty je více humanoidní, zatímco Ash byl více kovový.

## VBlade Runneru 2049
Navazující Blade Runner 2049 byl uveden do kin v říjnu 2017. Během 30 let, které uběhly od děje prvního filmu, došlo k několika významným událostem a bylo uvedeno několik řad replikantů.
Pokračování zpětně určilo, že Rachael byla součástí krátce vyráběné prototypové řady replikantů označených „Nexus-7“, kteří nebyli zamýšleni jen jako zkouška výroby duševně stabilnějších replikantů s pomocí implantovaných vzpomínek, ale také jako zkouška vývoje replikantů schopných přirozeně počít dítě (všechny ostatní modely, předchozí i následné, byly neplodné). Rachael zemřela při porodu v roce 2021 a dítě bylo ukryto podzemím replikantů.
V roce 2020 společnost Tyrell Corporation představila replikanty řady „Nexus-8“, vyrobené s otevřenou životností bez omezení na pouhé čtyři roky. Samotný Tyrell byl zabit v listopadu 2019 v průběhu událostí prvního filmu a tajemství replikantů schopných rozmnožení zemřelo s ním. Řada Nexus-8 se dostala do masové produkce, ale přišla nová vlna vzpour replikantů, která vyvrcholila, když škodící Nexus-8 odpálil na orbitální dráze jadernou zbraň nad západem Spojených států, aby vytvořil elektromagnetický impuls, který vymazal veškeré elektronické záznamy. „Blackout“ zničil většinu záznamů o replikantech, čímž se pro lidi stalo obtížné je na Zemi vypátrat. Teroristický útok však vedl k velkým čistkám a naprostému zastavení výroby řady Nexus-8 (i když se mnoho replikantů dokázalo v chaosu skrývat).
Nicméně v roce 2036 genetický inženýr Niander Wallace navrhl novou řadu replikantů „Nexus-9“. Měli také otevřenou životnost, ale byli navrženi tak, aby nedokázali odmítnout pokyn daný člověkem, i když by šlo o rozkaz provést sebevraždu. Wallace Corporation vyřešila celosvětovou potravinovou krizi díky geneticky modifikovaným plodinám, což v kombinaci s prokázanou účinností naprogramování Nexus-9 umožnilo úspěšně prosadit zrušení zákazu výroby replikantů.
V roce 2049 jsou replikanti Nexus-9 mohutně využíváni po celém světě a v mimozemských koloniích. Vyžadují ale také zvláštní policejní jednotky, které mají za úkol vypátrat všechny replikanty, kteří by se mohli stát nebezpečnými, a též všechny ukrývající se zbývající replikanty řady Nexus-8 (Nexus-7 se nikdy nevyráběl hromadně a všechny starší modely jako Nexus-6 jednoduše zemřely už před desetiletími). Tyto policejní jednotky jsou opět nazývány Blade Runners, ale nyní jsou otevřeně sestaveny z replikantů (např. důstojník KD6-3.7), kteří si plně uvědomují, že jsou sami replikanti. Stejně jako Nexus-7, i modely řady Nexus-9 mají implantované vzpomínky, které napomáhají jejich duševní stabilitě, přestože si uvědomují, že tyto vzpomínky jsou uměle vytvořené.